# Predavac
Predavac – wieś w Chorwacji, w żupanii bielowarsko-bilogorskiej, w gminie Rovišće. W 2011 roku liczyła 1254 mieszkańców.